# Kalliosaaret (ö i Norra Karelen, Joensuu, lat 63,02, long 30,84)
Kalliosaaret är en ö i Finland. Den ligger i sjön Koitere och i kommunen Ilomants i den ekonomiska regionen  Joensuu ekonomiska region  och landskapet Norra Karelen, i den östra delen av landet, 400 km nordost om huvudstaden Helsingfors. Öns area är 0,6 hektar och dess största längd är 170 meter i sydöst-nordvästlig riktning.  Notera att namnet antyder att det är fråga om flera öar.